# Station Zabrzeg Czarnolesie
Station Zabrzeg Czarnolesie is een spoorwegstation in de Poolse plaats Zabrzeg.